# روبرت لورانس (مهندس المناظر الطبيعية)
روبرت لورانس (بالإنجليزية: Robert Lawrence)‏ هو مهندس المناظر الطبيعية أمريكي، ولد في 1893 في وايت بلينس في الولايات المتحدة، وتوفي في 27 يوليو 1976.